# Französische Badmintonmeisterschaft 1969
Die Französische Badmintonmeisterschaft 1969 fand in Barentin statt. Es war die 20. Austragung der nationalen Titelkämpfe im Badminton in Frankreich.

## Titelträger
| Disziplin    | Sieger                           |
| ------------ | -------------------------------- |
| Herreneinzel | Christian Badou                  |
| Dameneinzel  | Viviane Beaugin                  |
| Herrendoppel | Gérard Vallet Yves Corbel        |
| Damendoppel  | Viviane Beaugin Martine Villermé |
| Mixed        | Christian Badou Viviane Beaugin  |